# Galumna dubia
Galumna dubia är en kvalsterart som beskrevs av Mihelcic 1953. Galumna dubia ingår i släktet Galumna och familjen Galumnidae. Inga underarter finns listade i Catalogue of Life.